# Nupserha vanrooni
Nupserha vanrooni là một loài bọ cánh cứng trong họ Cerambycidae.